# Paweł Przewłocki
Paweł Karol Przewłocki (ur. 18 kwietnia 1977 w Warszawie) – polski fizyk i socjolog, działacz społeczny.

## Działalność naukowa oraz zawodowa
Ukończył VI Liceum Ogólnokształcące im. Tadeusza Reytana w Warszawie (1996). Uzyskał tytuł magistra fizyki na Wydziale Fizyki (2002) oraz socjologii na Wydziale Filozofii i Socjologii (2005) Uniwersytetu Warszawskiego. Był stypendystą Japan Society for the Promotion of Science i pracował jako adiunkt w Zakładzie Fizyki Wysokich Energii Narodowego Centrum Badań Jądrowych, gdzie zajmował się m.in. badaniem neutrin. Był też członkiem ekipy naukowej wykorzystującej eksperymenty z Super-Kamiokande. W 2010 obronił pod kierunkiem Danuty Kiełczewskiej doktorat w Instytucie Problemów Jądrowych im. Andrzeja Sołtana.
W latach 2010–2018 związany z Narodowym Centrum Badań Jądrowych (NCBJ). Od 2017 do 2020 pracował w Samsungu, gdzie zajmował się sztuczną inteligencją. W 2020 wrócił do NCBJ, a od 2021 z powrotem do sektora prywatnego.

## Działalność społeczna
Jest zaangażowany w działalność lokalnego warszawskiego stowarzyszenia Miasto Jest Nasze, pełni m.in. funkcję członka Zarządu, wcześniej koordynatora dzielnicowego koła tej organizacji na Ursynowie. Oprócz tego prowadzi portal internetowy poświęcony ordynacji STV i jest autorem ekspertyzy na jej temat wydanej przez Instytut Spraw Obywatelskich. Jest też twórcą jednego z edytorów HTML (EzHTML).
W 2022 jego prześmiewczy album „Najpiękniejsze parkingi Warszawy” wszedł w skład wystawy „Walka o ulice” Muzeum Sztuki Nowoczesnej w Warszawie.

## Rodzina
Wywodzi się z rodu Przewłockich herbu Przestrzał.